# 황승언 (배우)
황승언(1988년 10월 31일 ~ )은 대한민국의 배우이다. 2009년 영화 《여고괴담 5: 동반자살》의 작은 역할을 시작으로, 영화 《요가학원》(2009년), 《오싹한 연애》(2011년), MBC 연속극 《황금물고기》(2010년) 등에 출연했다. 이후 2014년 독립 영화 《족구왕》에 ‘캠퍼스 퀸’ 서안나 역으로 출연하여 주목을 받았다.

## 학력
- 이화여자대학교 사범대학 부속초등학교 (졸업)
- 연북중학교 (졸업)
- 안양예술고등학교 연극영화과 (졸업)
- 경희대학교 국제캠퍼스 연극영화학과 (졸업)

## 삶과 경력

### 데뷔와 초기 활동
황승언은 1988년 10월 31일 서울에서 태어났다. 그녀는 할아버지와 부모까지 모두 서울 사람으로 연희동에서 자랐다. 황승언은 고등학교 3학년 때 연기를 시작했는데, 그 전에는 아이돌 연습생 생활을 하기도 했다. 그녀는 안양예술고등학교와 경희대학교 연극영화학과를 졸업했다.
황승언은 2008년 12월 방송된 MBC의 예능 프로그램인 《스타의 친구를 소개합니다》에 배우 임정은의 친구로 출연하며 연예 활동을 시작했다. 이후 이듬해인 2009년 6월 개봉한 공포영화 《여고괴담 5: 동반자살》에 작은 역할인 학생 박지미 역으로 출연하며 연기 활동을 시작했다. 곧이어 같은 해 8월 개봉한 공포영화 《요가학원》에서는 요가학원의 비밀스런 심화수련에 참가하는 다섯 명 중 한 명인 조연 보라를 연기했고, 10월 개봉한 영화 《부산》에도 작은 역할인 룸살롱 여자 미나(단역) 역으로 출연했다. 황승언은 이 해 케이블 채널 tvN에서 방송 예정이던 드라마 《압구정 다이어리》에 고은아, 전혜빈, 에이미 등과 함께 캐스팅되어 일부 촬영까지 마쳤으나 제작이 무산됐다. 황승언은 이듬해인 2010년 MBC 일일연속극 《황금물고기》에서 이세린(김보연 분) 집의 가사도우미 윤명지 역을 맡으며 텔레비전 드라마에 첫 출연했다. 2011년에는 12월 개봉한 손예진, 이민기 주연의 영화 《오싹한 연애》에서 여리(손예진 분) 곁을 맴도는 귀신인 주희를 연기했다.

### 《족구왕》 출연과 이후의 활동
황승언은 이후 영화 《나의 PS 파트너》(2012년), 《수상한 그녀》(2014년)에 작은 역으로 출연했고, 2014년 6월 방송된 케이블채널 OCN의 수사극 《신의 퀴즈 4》 3화 〈뱀의 춤〉 편에도 출연했다. 황승언은 이때까지 눈에 띄는 활동을 보여주지 못했는데, 2014년 8월 개봉한 독립 영화 《족구왕》에 ‘캠퍼스 퀸’ 서안나 역으로 출연하며 주목을 받았다. 같은 해 10월부터 OCN에서 인기리에 방송된 드라마 《나쁜 녀석들》에 캐스팅되어 사이코패스 이정문(박해진 분)의 전 여자 친구 양유진(조연)을 연기했고, 11월부터 방송된 MBC 드라마넷의 판타지 드라마 《스웨덴 세탁소》에서는 김봄(송하윤 분)의 여동생으로 배우를 지망하는 무용과 여대생인 김은솔을 연기했다. 한편, 황승언은 같은 해 공개된 단편 영화 《소녀들》, 《귀향》, 《열대야》에도 출연했다.
황승언은 이후 2015년 1월부터 방송된 케이블채널 tvN의 드라마 《하트 투 하트》에 고이석(천정명 분)의 여자 친구인 아나운서 우연우로 출연했고, 4월부터 방송된 같은 방송국의 드라마 《식샤를 합시다 2》에는 뷰티 블로거인 여대생이자 인기 아르바이트생 황혜림으로 출연했다. 2016년에는 복면가왕에 출연해 뛰어난 가창력을 발휘하여 새로운 면모를 대중들에게 보여주었다.

## 출연 작품

### 드라마
| 연도 | 제목                                | 역할    | 방송사                     | 비고                 |
| ---- | ----------------------------------- | ------- | -------------------------- | -------------------- |
| 2010 | 황금물고기                          | 윤명지  | MBC                        | 133부작              |
| 2011 | KBS 드라마 스페셜                   | 박주미  | KBS2                       | 〈82년생 지훈이〉 편 |
| 2014 | 신의 퀴즈 4                         | 안효연  | OCN                        | 3화 〈뱀의 춤〉 편   |
| 2014 | 나쁜 녀석들                         | 양유진  | OCN                        | 11부작               |
| 2014 | 스웨덴 세탁소                       | 김은솔  | MBC 드라마넷               | 16부작               |
| 2015 | 하트 투 하트                        | 우연우  | tvN                        | 16부작               |
| 2015 | 달콤청춘                            | 윤하    | Naver TV Cast              | 웹드라마             |
| 2015 | 식샤를 합시다 2                     | 황혜림  | tvN                        | 18부작               |
| 2016 | 마담 앙트완                         | 고유림  | JTBC                       | 16부작               |
| 2016 | 시그널                              | 한도연  | tvN                        | 16부작               |
| 2016 | 천년째 연애중                       | 편미조  | Naver TV Cast              | 웹드라마             |
| 2017 | 죽어야 사는 남자                    | 양미화  | MBC                        | 24부작               |
| 2017 | 저글러스                            | 강비서  | KBS2                       | 특별출연             |
| 2017 | 로봇이 아니야                       | 예리엘  | MBC                        | 32부작               |
| 2018 | 시간                                | 은채아  | MBC                        | 32부작               |
| 2019 | 진심이 닿다                         |         | tvN                        | 특별출연             |
| 2019 | 드라마 스테이지 - 삼촌은 오드리헵번 | 나비    | tvN                        |                      |
| 2020 | 엑스엑스(XX)                        | 이루미  | MBC                        | 10부작               |
| 2020 | 내가 가장 예뻤을 때                 | 캐리 정 | MBC                        | 16부작               |
| 2020 | 앨리스                              | 오시영  | SBS                        | 16부작               |
| 2021 | 너는 나의 봄                        | 한진호  | tvN                        | 16부작               |
| 2021 | 경찰수업                            | 김은주  | KBS2                       | 특별출연             |
| 2022 | 결혼백서                            | 최희선  | 카카오 TV, 채널A, 넷플릭스 | 12부작               |

### 영화
| 연도 | 제목                 | 역할            | 비고     |
| ---- | -------------------- | --------------- | -------- |
| 2009 | 여고괴담 5: 동반자살 | 박지미          |          |
| 2009 | 요가학원             | 이보라          |          |
| 2009 | 부산                 | 미나            | 단역     |
| 2011 | 오싹한 연애          | 이주희          |          |
| 2012 | 영화의 완성          | 지경            | 단편영화 |
| 2012 | 나의 PS 파트너       | 최영아          |          |
| 2013 | 네비: 生과 死의 선택 | 여자2           | 단편영화 |
| 2014 | 수상한 그녀          | 화장하는 여대생 | 단역     |
| 2014 | 족구왕               | 서안나          | 독립영화 |
| 2014 | 소녀들               |                 | 단편영화 |
| 2014 | 귀향                 | 미자            | 단편영화 |
| 2014 | 열대야               | 수연            | 단편영화 |
| 2016 | 우리 연애의 이력     | 하이린          |          |
| 2016 | 굿바이 싱글          | 이현            | 우정출연 |
| 2016 | 범죄의 여왕          |                 | 우정출연 |
| 2016 | 언니가 죽었다        | 우희            | 단편영화 |
| 2017 | 더 킹                | 전희성/봉현화   |          |
| 2018 | 메멘토모리           | 도희            |          |
| 2023 | 스위치               | 화영            | 우정출연 |
| 2023 | 뉴 노멀              | 혜연            |          |
| 2025 | 나의 탐스러운 사생활 | 강하니          |          |

### 방송
| 연도       | 방송사 | 제목                     | 역할   | 비고            |
| ---------- | ------ | ------------------------ | ------ | --------------- |
| 2015       | tvN    | SNL 코리아               | 호스트 |                 |
| 2015, 2017 | SBS    | 일요일이 좋다 - 런닝맨   | 게스트 |                 |
| 2016       | MBC    | 미스터리 음악쇼 복면가왕 | 참가자 | 정의의 세일러문 |
| 2017       | tvN    | 10살 차이                |        |                 |

### 뮤직비디오
| 연도 | 가수   | 곡명                | 비고               |
| ---- | ------ | ------------------- | ------------------ |
| 2009 | 신재   | 〈가슴이 아파요〉   |                    |
| 2010 | 숙희   | 〈One Love〉        |                    |
| 2010 | 지아   | 〈가지 말아요〉     |                    |
| 2011 | 김동률 | 〈Replay〉          | 이동욱과 공동 출연 |
| 2014 | 짙은   | 〈잘 지내자, 우리〉 |                    |
| 2015 | 장현승 | 〈니가 처음이야〉   |                    |

## 수상 및 후보
| 연도 | 시상식           | 부문                               | 작품                | 결과 |
| ---- | ---------------- | ---------------------------------- | ------------------- | ---- |
| 2015 | 제2회 들꽃영화상 | 신인여우상                         | 족구왕              | 후보 |
| 2017 | MBC 연기대상     | 미니시리즈부문 여자 황금연기상     | 죽어야 사는 남자    | 후보 |
| 2018 | MBC 연기대상     | 수목미니시리즈부문 여자 우수연기상 | 시간                | 후보 |
| 2020 | MBC 연기대상     | 수목미니시리즈부문 여자 우수연기상 | 내가 가장 예뻤을 때 | 후보 |